# بنغيلا
بنغيلا (بالبرتغالية: Benguela‏) مدينة في أنغولا على ساحل المحيط الأطلسي جنوب العاصمة لواندا، وهي عاصمة مقاطعة بنغويلا. أسسها البرتغاليون عام 1617 كقلعة ساحلية، وكانت مركزاً تجارياً وخاصة لتصدير العبيد إلى البرازيل. ساهمت باحتضان مباريات كأس الأمم الأفريقية لكرة القدم 2010.

## توأمة
لبنغيلا اتفاقيات توأمة مع:
- أويرس

## أعلام
- إيديسون نوبري
- روي خورداو
- ليلى لوبيز
- جامبا
- أكوا
- كارلوس ألهينهو